# Mein Leben gehört mir
Mein Leben gehört mir ist ein US-amerikanisches Filmdrama aus dem Jahr 1950 von George Cukor mit Lana Turner und Ray Milland in den Hauptrollen. Der Film wurde von Metro-Goldwyn-Mayer produziert und basiert auf der Kurzgeschichte Abiding Vision von Rebecca West.

## Handlung
Lily James, ein aufstrebendes Model, macht sich von ihrer kleinen Heimatstadt in Kansas auf den Weg nach New York City, um sich bei der Model-Agentur von Tom Caraway zu bewerben. Nach ihrer Einstellung freundet sich Lily mit dem ehemaligen Topmodel Mary Ashlon an, die sie in die Regeln des Geschäfts einweist. An diesem Abend arrangiert Mary ein Doppeldate für sie und Lily mit dem Werbefachmann Lee Gorrance und dem Anwalt Jim Leversoe. Im Nightclub trinkt Mary übermäßig, um ihre Verzweiflung über den Zerfall ihrer Karriere und Lees Unaufmerksamkeit zu verbergen. Als Lily sie nach Hause bringt, schenkt Mary ihr dankbar einen Porzellanschuh, der Glück bringen soll. Später in derselben Nacht begeht Mary Selbstmord.

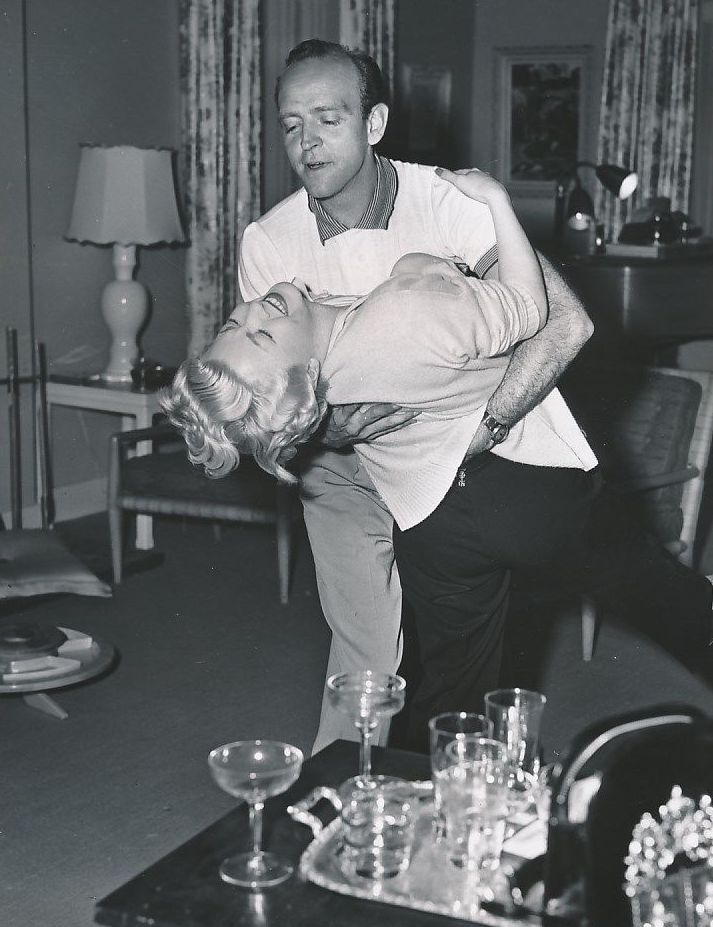
Lana Turner und Hermes Pan in einer Tanzszene

Am nächsten Tag besucht Lee eine fassungslose Lily, zeigt jedoch kein Bedauern über Marys Tod und sagt Lily kalt, sie solle nicht zu viel an sie denken. Lily wird bei Caraway erfolgreich und pflegt eine Freundschaft mit Jim, der sie seinem Freund Steve Harleigh vorstellt, einem Kupferminenbesitzer aus Montana, der auf einer Geschäftsreise in New York ist. Obwohl Steve verheiratet ist, fühlt er sich während seines langen Aufenthalts in New York einsam und bittet Lily, ihn auf mehreren harmlosen Ausflügen zu begleiten. Als Steve sich darauf vorbereitet, nach Montana zurückzukehren, erkennen sowohl er als auch Lily, dass sie sich verliebt haben, wissen aber, dass nichts daraus werden kann, und trennen sich. Als Steve Jim Lily ein Armband geben lässt, interpretiert sie die Geste falsch und glaubt, dass Steve versucht, sie für ihre gemeinsame Zeit zu bezahlen.
Lilys Karriere blüht weiter auf, aber sie findet sie weniger zufriedenstellend als erhofft. Einige Zeit später kehrt Steve nach New York zurück und versucht gegen Jims Rat, Kontakt zu Lily aufzunehmen, die sich weigert, ihn zu sehen, bis sie ihn zufällig an einem ihrer früheren Treffpunkte trifft. Als Steve Lily sagt, dass er in New York fast Vollzeit arbeiten wird, beschließen sie, dass sie versuchen sollten, ihr persönliches Glück zu finden. Lily mietet eine größere Wohnung, in der sie Zeit miteinander verbringen können. Nach einer angenehmen Zeit enthüllt Steve unglücklich, dass seine Frau Nora ihn zu seinem Geburtstag besuchen kommt. Lily drängt ihn, Nora zu sagen, dass er sie nicht mehr liebt, aber Steve gesteht, dass Nora aufgrund eines Autounfalls, für den er verantwortlich ist, behindert ist und nicht laufen kann. Wütend beschuldigt Lily Steve, sich für seine Beziehung mit ihr zu schämen, und er gibt zu, dass er nicht den Mut aufbringen kann, Nora zu verlassen. Am Abend von Steves Geburtstag verfolgt Lily weiterhin ihre Pläne, ihm eine aufwendige Party zu geben, während Steve bei Nora bleibt, die ihm zeigt, welche Fortschritte sie beim Wiedererlernen des Gehens macht. Bei Lily, Tom und einer weiteren Freundin versucht Maggie erfolglos, Lilys rücksichtsloses Feiern zu stoppen. Erst als Steve ankommt und wütend über Lilys Verhalten wird, bricht sie zusammen und gesteht ihre Angst, ihn zu verlieren. Als Steve darauf beharrt, dass er nicht weiß, was er mit seiner Ehe anfangen soll, beschließt Lily, das Thema zu forcieren und bittet Jim, sie Nora vorzustellen. Trotz Jims Warnungen lernt Lily Nora kennen, die ist aber so bewegt von Noras aufrichtiger Zuneigung zu Steve und ihrer echten Abhängigkeit von ihm, dass sie die Ehe nicht zerstören will.
Obwohl Lily unglücklich ist, nachdem sie Steve aufgegeben hat, arbeitet sie weiter und bleibt ihrer Entscheidung treu. Eines Tages trifft sie Lee, der wütend über ihre Zurückweisung seiner Annäherungsversuche ist und ihr sagt, sie habe sich selbst ruiniert und werde wie Mary enden. Deprimiert von der Genauigkeit von Lees Beobachtungen, erwägt Lily düster, ihrem Leben ein Ende zu setzen, beschließt jedoch, stark zu sein und geht allein weiter, wobei sie Marys Glücksschuh aus Porzellan zerbricht.

## Hintergrund
Gedreht wurde der Film vom 26. Januar bis Ende März 1950 in Calabasas sowie in den MGM-Studios in Culver City.
Aus Mitteilungen aus der Zeit der Vorproduktion geht hervor, dass MGM zunächst Vincente Minnelli mit der Regie des Films beauftragte und dass zahlreiche Drehbuchänderungen und Schwierigkeiten bei der Besetzung den Produktionsbeginn um mehrere Monate verzögerten. Der Film markierte Lana Turners Rückkehr auf die Leinwand nach einer zweijährigen Abwesenheit vom Kino. Laut Nachrichten vom September 1949 wurde Turner, die sich zunächst geweigert hatte, in dem Film mitzuspielen, und nicht zu ihren ersten Kostümproben erschien, von den Studioleitern Louis B. Mayer und Dore Schary gezwungen, den Auftrag anzunehmen.
Pressemitteilungen zufolge wurden Howard Keel, Cary Grant, George Murphy, James Craig, James Mason und Robert Ryan zu verschiedenen Zeiten für die männliche Hauptrolle neben Turner in Betracht gezogen. MGM lieh Wendell Corey von Hal Wallis Productions für die Rolle aus und er arbeitete bis Mitte Februar 1950 an der Produktion, als MGM ihn durch Ray Milland ersetzte. Es wurde berichtet, dass Corey darum gebeten hatte, von seiner Aufgabe entbunden zu werden, weil er das Gefühl hatte, er sei „nicht der Richtige für die Rolle“. Milland wurde von Paramount Pictures ausgeliehen und erhielt für seine Arbeit angeblich 50.000 Dollar (2024: ca. 847.000 Dollar).
Informationen aus der Akte zum Film zeigen, dass ein unvollständiges Drehbuch des Films, das im Dezember 1949 von der Production Code Administration (PCA) geprüft und als „die absolut inakzeptabelste Geschichte“ bezeichnet wurde, die die Agentur seit vielen Monaten erhalten hatte. Die PCA bezeichnete die Geschichte als „schockierend und höchst beleidigend“ und verurteilte ihre Darstellung von „Ehebruch und kommerzieller Prostitution“. Eine überarbeitete Version des Drehbuchs, die der Agentur Ende Januar 1950 vorgelegt wurde, rief eine ähnliche Reaktion sowie eine scharfe Kritik an den „unzureichenden moralischen Werten“ der Geschichte hervor. Um die Geschichte mit dem Hays Code in Einklang zu bringen, bestand die PCA darauf, dass MGM „zeigt, dass die Ehebruchsituation falsch ist und dass Sünder für ihre Sünde bestraft werden müssen“. Im Februar 1950 wurde vorgeschlagen, die Szenen zu streichen, in denen es zu körperlichem Kontakt zwischen Lily und Steve kommt, und eine Szene aufzunehmen, in der Jim „diese Leute für ihre Sünden tadelt“. Mitte März 1950, als die Produktion des Films fast abgeschlossen war, wurde MGM von der PCA angewiesen, den letzten Teil des Films umzuschreiben und den „Triumph“ zu entfernen, der durch Lilys und Steves zärtlichen Abschied suggeriert wurde. Moderne Quellen weisen darauf hin, dass Lily im ursprünglichen Filmende Selbstmord beging, indem sie aus ihrem New Yorker Hotelzimmer sprang. Dieses Ende wurde zugunsten eines glücklicheren Endes verworfen, in dem sie Selbstmord erwägt, sich aber entscheidet, nicht zu springen.
Moderne Quellen weisen darauf hin, dass die Autoren Samson Raphaelson und Donald Ogden Stewart während der Entwicklung zu verschiedenen Zeitpunkten am Drehbuch mitgearbeitet haben und dass Wendell Corey auf Ersuchen von Turner und Regisseur George Cukor vom Studio entlassen wurde, nachdem es zu einem Streit zwischen Turner und Corey gekommen war, der auf eine beleidigende Bemerkung zurückzuführen war, die Corey am Set gegenüber Turner gemacht haben soll. In einer Biografie von Cukor heißt es, dass die Laufzeit des Films von 150 auf 108 Minuten gekürzt wurde und dass Cukor den fertigen Film nicht mochte und die Entscheidung des Studios, das Ende zu ändern, missbilligte.
Cedric Gibbons und Arthur Lonergan oblag die künstlerische Leitung. Edwin B. Willis, assistiert von Henry Grace, war für das Szenenbild zuständig, Helen Rose und Rudi Gernreich für die Kostüme, William Tuttle und John Truwe für das Maskenbild. Verantwortlicher Toningenieur war Douglas Shearer. Jack Greenwood und Howard W. Koch arbeiteten als Regieassistenten.

## Musik
Das Studioorchester wurde von Johnny Green dirigiert. Zum Orchester gehörten u. a. Jack Marshall (Gitarre), Uan Rasey (Trompete) und Si Zentner (Posaune).

## Veröffentlichung
Die Premiere des Films fand am 1. September 1950 statt. In Österreich kam er im Mai 1954 in die Kinos.

## Kritiken
Der Filmkritiken-Aggregator Rotten Tomatoes hat in einer Auswertung ein Publikumsergebnis von 65 Prozent positiver Bewertungen ermittelt.
Bosley Crowther von der The New York Times schrieb, beim Betrachten dieses Films mit seinen Klischees, seinen üppigen Albernheiten und seiner vakuumversiegelten Beschäftigung mit den zweitklassigen Gefühlen einer Dame falle es irgendwie schwer zu glauben, dass ein solcher Film in diesem Jahr, 1950, und in dem Zustand der Welt, in dem sie sich befindet, gedreht wurde. Filme wie dieser waren vor fünfzehn Jahren in Mode, als die Leinwand und ihr Süßigkeiten mampfendes Publikum in einem viel infantileren Stadium waren.
Richard Brody schrieb in der Zeitschrift The New Yorker, der Film wirke erstaunlich nach innen gekehrt und gedämpft, als ob Regisseur und Schauspieler gemeinsam den Atem anhalten in Erwartung einer romantischen Katastrophe.
Positiv äußerte sich François Truffaut. Seiner Ansicht nach mache Cukor aus fünf Filmen ein Meisterwerk, drei weitere sehr gute und einen fünften immer noch interessant. Dieser bewundernswerte Film müsse neben Die Schwester der Braut, Die Nacht vor der Hochzeit und Vier Schwestern eingeordnet werden.

## Auszeichnungen
1951 wurde Bronisław Kaper für den Golden Globe Award in der Kategorie Beste Filmmusik nominiert.